# Виейрополис
Виейрополис (порт. Vieirópolis) — муниципалитет в Бразилии, входит в штат Параиба. Составная часть мезорегиона Сертан штата Параиба. Входит в экономико-статистический микрорегион Соза. Население составляет 4712 человек на 2006 год. Занимает площадь 146,778 км². Плотность населения — 32,1 чел./км².

## Статистика
- Валовой внутренний продукт на 2003 год составляет 7 522 730,00 реалов (данные: Бразильский институт географии и статистики).
- Валовой внутренний продукт на душу населения на 2003 год составляет 1602,63 реалов (данные: Бразильский институт географии и статистики).
- Индекс развития человеческого потенциала на 2000 год составляет 0,549 (данные: Программа развития ООН).